# ティネット島
ティネット島（ティネットとう、イタリア語: Isola del Tinetto）は、リグーリア海岸に位置するイタリアの島。行政上はリグリア州ラ・スペツィア県ポルトヴェーネレに属する。
中世にさかのぼるキリスト教の宗教遺跡がある。近隣の島や沿岸集落とともにリグーリア海岸の優れた文化的景観を形成している。ユネスコの世界遺産「ポルトヴェーネレ、チンクエ・テッレと小島群（パルマリア島、ティーノ島、ティネット島）」を構成する物件の一つである。

## 地理
ティネット島は、ポルトヴェーネレの南方、ラ・スペツィア湾 (it:Golfo della Spezia) の湾口西端に連なるスペッツィーノ諸島 (it:Arcipelago Spezzino) の島の一つで、最も南に位置する。ティーノ島の南に位置しており、面積は 0.006 km2。植物に覆われた小島である。
国際水路機関（IHO）の定義によれば、パルマリア島・ティネット島とともにリグリア海とティレニア海の境界である。

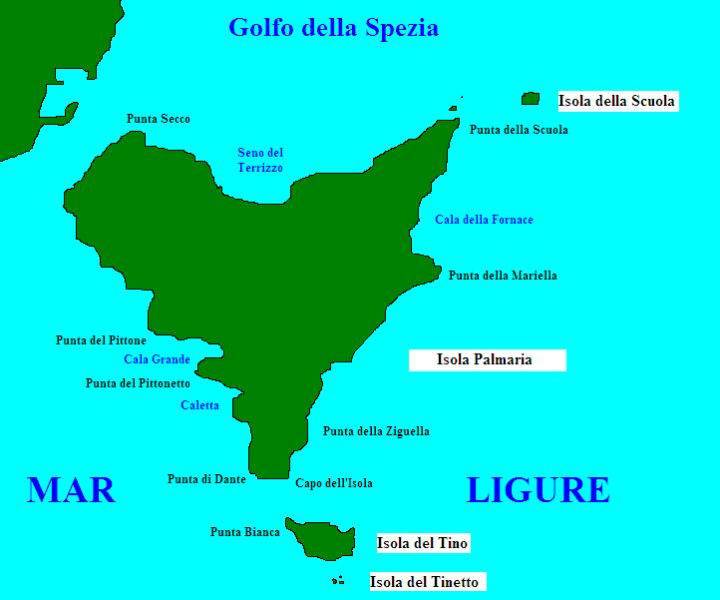
スペッツィーノ諸島

## 歴史
島の最西部には、6世紀に遡る小さな祈祷所の遺跡がある。それに対して東部には、2つの身廊を持つ聖堂と、修道士たちが暮らしていた独居房群から成る、より複雑な建造物の遺跡がある。こちらは11世紀に何段階かに分けて作り上げられたものだが、サラセン人によって完全に破壊された。
島の南数メートルにある半分沈んだ岩の上に、高さ2m ほどのステラ・マリスの像が建てられている。
1997年に開催された第21回世界遺産委員会において、この島を含む「ポルトヴェーネレ、チンクエ・テッレと小島群（パルマリア島、ティーノ島、ティネット島）」が世界遺産リストに登録された。

## アクセス
管理上一般市民のアクセスが制限されているティーノ島と異なり、ティネット島は船などを繋留できる者であれば上陸可能である。

## 特色
- ティネット島には非常に稀少な固有種のトカゲ Podarcis muralis tinettoi が棲息している。
- 数年来カモメのコロニーができており、繁殖期には非常に攻撃的になるため島への上陸が困難となる。

## 登録基準
この世界遺産は世界遺産登録基準のうち、以下の条件を満たし、登録された（以下の基準は世界遺産センター公表の登録基準からの翻訳、引用である）。
- (2) ある期間を通じてまたはある文化圏において、建築、技術、記念碑的芸術、都市計画、景観デザインの発展に関し、人類の価値の重要な交流を示すもの。
- (4) 人類の歴史上重要な時代を例証する建築様式、建築物群、技術の集積または景観の優れた例。
- (5) ある文化（または複数の文化）を代表する伝統的集落、あるいは陸上ないし海上利用の際立った例。もしくは特に不可逆的な変化の中で存続が危ぶまれている人と環境の関わりあいの際立った例。